# 艾達爾-米科拉伊夫卡

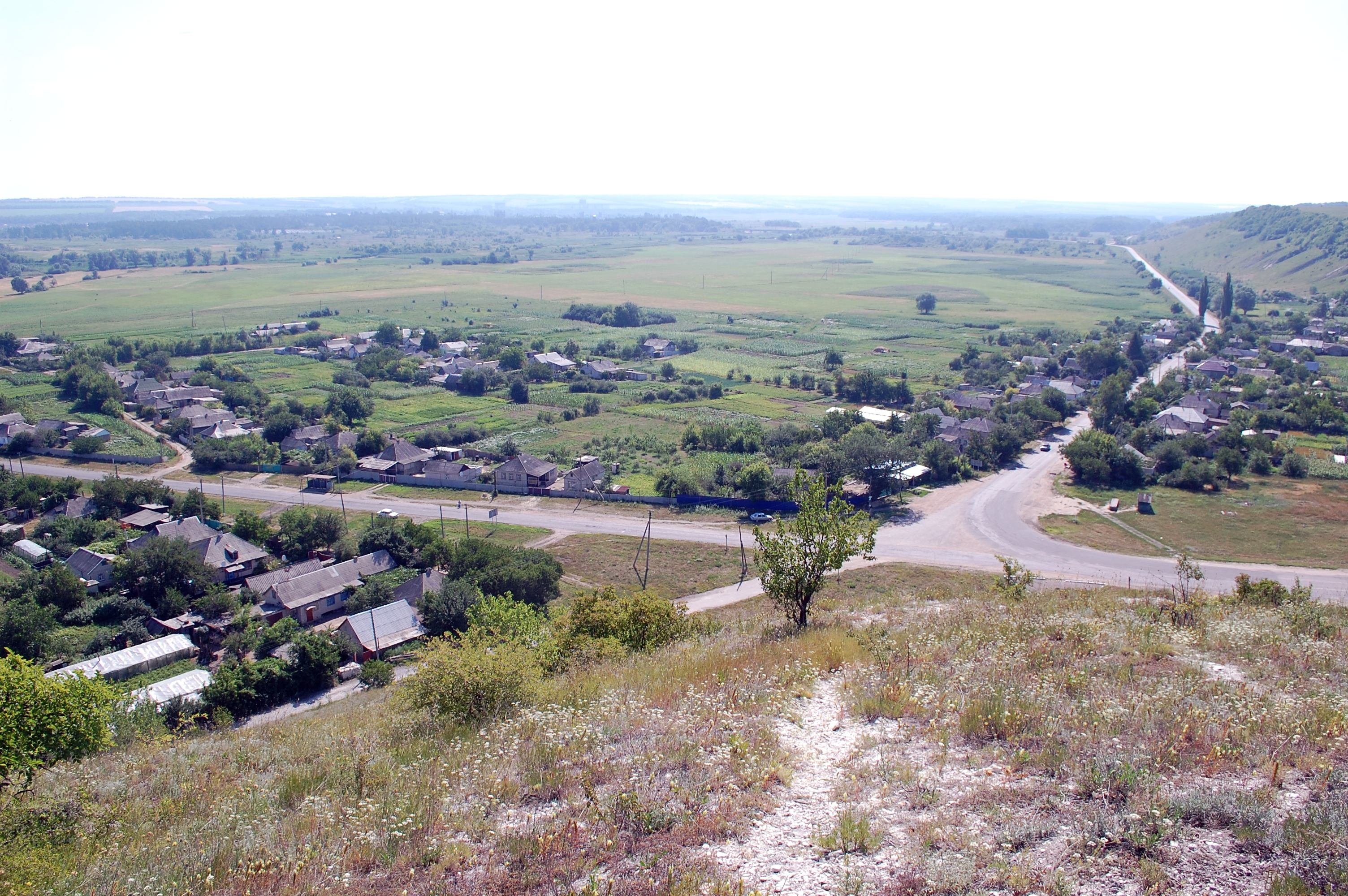
全景图

48°58′30″N 38°57′39″E / 48.97500°N 38.96083°E
艾達爾-米科拉伊夫卡（烏克蘭語：Айдар-Миколаївка）是位於烏克蘭東部的村莊，由盧甘斯克州夏斯佳区的新艾達爾市鎮負責管轄。該村始建於1908年，面積2.44平方公里，海拔高度65米，2001年人口1,067，人口密度每平方公里437.3人。